# 25577 Wangmanqiang
25577 Wangmanqiang este un asteroid din centura principală de asteroizi.

## Descriere
25577 Wangmanqiang este un asteroid din centura principală de asteroizi. A fost descoperit pe 14 decembrie 1999 la Socorro, New Mexico, în cadrul proiectului LINEAR. Asteroidul prezintă o orbită caracterizată de o semiaxă mare de 2,38 ua, o excentricitate de 0,04 și o înclinație de 5,9° în raport cu ecliptica.